# Pseudoparanaspia thailandica
Pseudoparanaspia thailandica là một loài bọ cánh cứng trong họ Cerambycidae.